# Селім II Ґерай
Селім II Ґерай (крим. II Selim Geray, ٢ سليم كراى‎; 1708—18 травня 1748) — кримський хан із династії Ґераїв (1743-1748), син кримського хана Каплана I Ґерая, онук Селіма I Ґерая.

## Біографія
Був калгою за Селямета II Ґерая (1740-1743) й успадкував його престол. Селім II Ґерай надав значну допомогу Османській імперії в її війні з Персією: посланий ханом кримський загін змінив на користь османів несприятливе для них становище на перському фронті. Водночас він докладав зусиль до закріплення миру з сусідами Криму: зокрема, хан здійснив видачу російських полонених, якої давно добивалася Росія. Намагався утримувати кубанських ногайців від порушень мирного договору з Петербургом. Все це характеризує Селіма II Ґерая як продовжувача політичного курсу його діда, який також вважав необхідною повну узгодженість кримської зовнішньої політики з османської. Зайнявши ханський престол, Селім II призначив калгою Шахіна Ґерая, сина калги Аділя Ґерая, а нуреддином — Селіма Ґерая, сина кубанського сераскера Бахти Ґерая. Незабаром після смерті нуреддина Селіма Ґерая новим нуреддином став Ахмед Ґерай, син Мехмеда Ґерая і онук хана Девлета Ґерая.
Під час правління показав себе як умілий і жорсткий політик, здобувши загальний шану і отримавши епітет «Катті» — (крим. qattı — «твердий», «непохитний»). Хану, як і багатьом його попередникам в XVIII столітті, довелося зіткнутися з черговим заколотом буджацьких ногайців, яких підняв збунтований калга Шахін Ґерай, герой перської війни. Повстання було придушено, а Шахіна Ґерая хан простив. Селіма II Ґерая дуже поважали при султанському дворі. Султан довіряв йому і дозволив вести цілком самостійну політику, будучи впевнений, що хан ніколи не піде наперекір інтересам Туреччини. Під час візиту до султана взимку 1746-1747 років Селім II Ґерай удостоївся особливих почестей. Раптово помер в Бахчисараї. Похований на Ханському кладовищі.